# Zadehlū
Zadehlū (persiska: زده لو) är en ort i Iran.   Den ligger i provinsen Västazarbaijan, i den nordvästra delen av landet, 600 km väster om huvudstaden Teheran. Zadehlū ligger 1 300 meter över havet och antalet invånare är 102.
Terrängen runt Zadehlū är huvudsakligen platt, men åt nordväst är den kuperad. Terrängen runt Zadehlū sluttar österut. Runt Zadehlū är det ganska tätbefolkat, med 185 invånare per kvadratkilometer. Närmaste större samhälle är Urmia, 16,8 km söder om Zadehlū. Trakten runt Zadehlū består till största delen av jordbruksmark.